# Ільїн Станіслав Олегович
Ільїн Станіслав Олегович (нар. 30 березня 1979) — український шаховий тренер, майстер ФІДЕ, український  автор шахових методик та освітніх програм.

## Біографія
Народився 30 березня 1979 року. Шахами займається з раннього дитинства, понад 35 років. Брав участь у численних міжнародних шахових турнірах та чемпіонатах у складі збірної України.

## Шахова кар'єра
Майстер ФІДЕ, рейтинг 2357 (за даними FIDE).
Виступав за збірну України на молодіжних чемпіонатах світу та Європи.
Брав участь у міжнародних шахових турнірах.

## Тренерська діяльність
Має понад 20 років досвіду викладання шахів дітям і дорослим.
Автор навчальної методики «Взялся – ходи».
Працював із багатьма професійними тренерами та шахістами.
Використовує сучасні освітні методи та індивідуальний підхід до кожного учня.

## Освітня діяльність та авторські методики
Автор книг:
- «Взялся – Ходи. Навигатор Счастливой Жизни»[3]
- «Под давлением. Путь домой. Территория „Свобода выбора“»[4]

Співавтор книг:
- «МегаМозг. „Найди в себе счастье“»[5]
- «Аутизм. Эпидемия или путешествие в другое измерение?»[6]

Автор шоу-ігри «Своя Гра».
Автор освітньої програми «Територія Свобода Вибору».

## Соціальні та благодійні ініціативи
- Працює над адаптацією військових (партнер і тренер у Грузинському національному легіоні).
- Розробляє програми для дітей із особливостями розвитку.
- Бере участь у соціальних проєктах, пов’язаних із екстремальними видами спорту.